# Polimetria
A polimetria a zenében a kettes és hármas lüktetéscsoportok kötetlen váltakozása, illetve különböző ütemfajták egyidejű megszólalása. A poliritmikának egyik altípusa.

## Etimológia
Összetett szó a görög polüsz (= sok) és metron (= mérték) szavak összevonásából.

## Alkalmazásai
- Az afrikai és afroamerikai zenében
- A dzsesszben
- Bartók: 14 bagatell második darabjának eleje [2]
- A modern zenében